# 광교회파
광교회파(Broad Church)는 성공회의 신흥 신학조류 중 하나이다.
성서비평학과 신학적 자유주의에 영향을 받았다. 기독교 신앙의 본질과 권위에 대한 좁은 이해를 비판하고, 인간의 경험과 이성의 사용을 중요시 여기며 복음의 사회와 문화에 대한 적응성을 강조하기도 했다. 이들 중에는 사회복음주의자, 자유주의자 등이 있다.

## 같이 보기
- 성공회
- 고교회파
- 저교회파